# Edna Hibel
Edna Hibel Plotkin (Brookline, 13 de enero de 1917-Palm Beach Gardens, 5 de diciembre de 2014) fue una artista estadounidense. Pintó durante la mayor parte de su vida. Su obra estuvo una vez expuesta en el Museo de arte de Hibel; parte de ella ahora reside en Beloit College en Wisconsin.

## Primeros años de vida y educación
Edna Hibel nació el 13 de enero de 1917 en Brookline, Massachusetts. Sus padres eran emigrantes judíos de Polonia. Comenzó a estudiar acuarelas cuando tenía nueve años. Según su hijo, Hibel comenzó a pintar después de terminar temprano sus tareas escolares de matemáticas. Hibel se graduó de Brookline High School y se matriculó en la Escuela de Bellas Artes del Museo de Boston, donde se graduó en 1939. También estudió en México con una beca.

## Carrera
En 1988, un artículo de la revista Tampa Bay informó que Hibel había pintado obras inspiradas en Abraham Maslow durante más de 50 años. Comenzó a trabajar en litografías en 1966. Hibel pintó retratos de hombres y mujeres que expresaban emociones o contemplaban sobre cerámica, lienzo y piedra caliza bávara. Las calizas tenían de 3 a 6 pulgadas de espesor, estaban pulidas y granuladas. Hibel pintó sobre las piedras calizas con lápices de cera, crayones o tintas hechas a base de grasa. El resultado final se imprimió sobre papel a modo de litografía, firmada por Hibel y luego numerada. También creó litografía en porcelana. En 1995, la Fundación de Archivos Nacionales encargó a Hibel que pintara una pieza que conmemorara el derecho de las mujeres al voto desde 1975. Hibel fue la primera artista femenina en pintar en 10 décadas diferentes.
El autor W. David Marx, en su libro de 2022 Status and Culture, lamentó que «en el momento de escribir esto, no existe una página de Wikipedia para Edna Hibel, ni su nombre aparece en los volúmenes estándar sobre historia del arte». Marx argumentó que Hibel fue categorizada como una «creadora», no un «artista», debido a la falta de aceptación institucional del mundo del arte.

## Vida personal
Hibel estaba casada con Theodore Plotkin, quien murió en 2012. Juntos tuvieron tres hijos y siete nietos.

### Muerte
Hibel murió el 5 de diciembre de 2014, a los 97 años en Palm Beach Gardens, Florida. El arte de Hibel se llevó a cabo en el Museo de Arte Hibel en el campus de la Universidad Atlántica de Florida en Jupiter, Florida, hasta 2018, debido a desacuerdos de arrendamiento después de la muerte de Hibel. Algunas de sus obras fueron trasladadas al Museo de Arte Wright del Beloit College en Wisconsin.